# カラブリア沖海戦
カラブリア沖海戦（カラブリアおきかいせん）は、第二次世界大戦中の1940年7月9日にイタリア半島のつま先であるカラブリア半島沖の東48kmでイギリス海軍及びオーストラリア海軍の艦艇からなる連合国艦隊とイタリア海軍の艦隊の間で行われた海戦。カラブリア沖海戦はイギリス側呼称で、カラブリア岬沖海戦とも。イタリア側呼称はプンタ・スティロ沖海戦、プンタ・ステロ沖海戦。
連合国側の艦隊はマルタからアレクサンドリアへ向かう船団の護衛（MA5作戦）のために、イタリア側の艦隊は北アフリカへ向かう船団護衛のため出撃したものであった。
カラブリア沖海戦は主力艦に撃沈された艦艇はないものの、両軍は多数の艦艇を投入していたため、地中海における主要な海戦として数えられる。両軍は勝利を宣言したが、実質的に引き分けであった。しかし、この海戦以降、イタリア海軍の主力部隊は基地から出撃することを躊躇し、逆にイギリス海軍は積極的な作戦行動を行うようになった。

## 背景
イタリアは多くのヨーロッパ諸国と同様に1941年まで第二次世界大戦は起こらないだろうと予想していた。しかし、ドイツ軍のフランス侵攻でフランス軍が劣勢になると、イタリアはドイツの成功に乗じ、1940年6月10日にイギリス・フランスに対して宣戦布告、イタリア本土から南フランス、およびリビアからエジプトへ侵攻を開始した。しかしリビアに配備されていたイタリア陸軍は戦闘準備ができておらず、在リビアの陸軍・空軍への補給作戦を実施する必要を迫られた。
7月6日、ナポリとカターニアから兵員や戦車などを載せた5隻の船団がトリポリ行きを装いつつベンガジへ向けて出発した。護衛には軽巡洋艦「バルトロメオ・コレオーニ」、「ジョバンニ・デレ・バンデ・ネレ」、駆逐艦4隻、水雷艇6隻があたる。
一方イギリス軍側では6月のMA3作戦中に発生したエスペロ船団の戦いの結果、マルタから出発するはずであった船団が閉じ込められていた。このためアンドルー・カニンガム中将率いるイギリス海軍地中海艦隊主力をアレキサンドリアから出撃させ、その護衛のもと非戦闘員などを載せた二つの船団（MF1船団とMS1船団）をマルタからアレキサンドリアへ突破させるという計画が練られた。作戦名はMA5作戦。
イタリア軍情報部はMA5作戦をつかんでいた。さらに、マルタに到着した駆逐艦2隻を巡洋艦と誤認したこともあり、先に上げた直接の護衛部隊以外に艦隊主力を二つに分けて出撃させた。一つ目は重巡洋艦6隻、軽巡洋艦4隻、駆逐艦16隻で、第2艦隊司令長官リッカルド・パラディーニ中将が率いていた。二つ目は戦艦「コンテ・ディ・カブール」、「ジュリオ・チェザーレ」、軽巡洋艦6隻、駆逐艦20隻で、第1艦隊司令長官イニーゴ・カンピオーニ中将が率いていた。
イギリス海軍地中海艦隊は7月7日から8日にかけての夜にアレキサンドリアから出撃した。出撃したのは戦艦「ウォースパイト」、「ロイヤル・サブリン」、「マレーヤ」、空母「イーグル」、軽巡洋艦5隻、駆逐艦16隻であった。出撃後、駆逐艦「インペリアル」が機関の故障のため引き返した。また、陽動としてサルデーニャ島のカリャリ空襲を行うためジェームズ・サマヴィル中将率いるH部隊（戦艦ヴァリアント、レゾリューション、巡洋戦艦フッド、空母アーク・ロイヤル、巡洋艦と駆逐艦13隻）が7月8日にジブラルタルから出撃した。しかし、H部隊は空襲を行わずに引き返し、帰路イタリア潜水艦の雷撃で駆逐艦「エスコート」を失った。
7月8日、イギリス潜水艦「フィーニクス」がイタリア艦隊を発見した。これにより、カニンガム大将はイタリア艦隊の出撃を知った。カニンガム中将はマルタからの偵察を命じ、発進した偵察機もイタリア艦隊を発見した。この日、イギリス艦隊はドデカネス諸島からのイタリア軍機による空襲を受けた。この空襲で軽巡洋艦「グロスター」が艦橋に命中弾を受けた。グロスターは艦長を含む18名の戦死者と9名の負傷者を出したが、予備の指揮所を使用して戦闘を続行した。イタリア艦隊は空襲で連合国艦隊に深刻な打撃を与えたと錯覚し、戦闘の準備に少なからず影響を与えた。イギリス艦隊の動向を知ったカンピオーニ中将は艦隊をイギリス艦隊のほうへ向かわせた。一方、カニンガム中将は艦隊をイタリア艦隊とイタリア本土との間に入るように進ませた。また、この日の夕方にはイタリアの船団が目的地に到着していた。
7月8日の夜に連合国軍はイタリア軍の暗号通信を傍受・解読し、プンタ・スティーロから南東105kmの海上にいた艦隊に通報した。いくつかの情報はイタリア艦隊が戦闘を避けるため反転する可能性を意味し、実際にイタリア艦隊はイタリア空軍の支援を得るために、連合国艦隊をよりイタリア空軍基地に引きつけるべく北上する計画だった。一方でイタリア艦隊は最初の陣形変更中に技量的問題が発生し、何隻かの駆逐艦は燃料の補給のためシチリア島に向かわざるをえなかった。この時点で駆逐艦は計16隻となり、イタリア艦隊はこの戦力減少を受けてタラントに駆逐艦グループの応援を要請した。

## 海戦の経過

### 前哨戦
7月9日の正午時点で両者の艦隊は145kmの距離があった。速度の遅い戦艦「ロイヤル・サブリン」に合わせていた戦艦「マレーヤ」の艦隊は距離を詰めることができず、カニンガム中将は戦艦「ウォースパイト」単独で前進した。他方で13時15分に空母「イーグル」はフェアリー ソードフィッシュ9機の攻撃隊を発進させてイタリア艦隊の重巡洋艦を狙ったが、いずれも戦果はなかった。
連合国艦隊の巡洋艦は「ウォースパイト」の前方に展開した。15時15分にイタリア艦隊の主力部隊を発見し、2つのグループは距離21,500mで砲撃を開始した。イタリアの測距儀（距離測定器）は連合国艦隊の測距儀より優れた性能だった。連合国艦隊の距離測定は正確でなかったが、優れた照準により効率的に集弾が可能であった。双方の砲力は拮抗していると言えたが、2,3分も経過しないうちに距離は20,000mまで詰まり、連合国艦隊の射撃が優位に立った。
15時22分にイタリア艦隊の砲火は連合国艦隊の巡洋艦を捉え、指揮官のジョン・トーヴィー中将は離脱を決めたが、ここで「ジュゼッペ・ガリバルディ」の射撃が「ネプチューン」に命中した。命中弾は「ネプチューン」のカタパルトと偵察機を破壊した。巡洋艦部隊は距離を開け、15時30分に砲撃が止んだ。

### 戦艦の昼間砲戦
ザラ級重巡洋艦と見間違えられやすいイタリア軽巡洋艦の1グループは連合国艦隊寄りに接近しており、「アルベリコ・ダ・バルビアーノ」と「アルベルト・ディ・ジュッサーノ」は「ウォースパイト」の射程内にあって射撃を受ける可能性があった。しかし、最適な位置にいながら戦艦「ウォースパイト」は同型艦の「マレーヤ」を待って旋回を行い、「ロイヤル・サブリン」はいまだに後方に位置していた。
イタリア艦隊の指揮官イニーゴ・カンピオーニ中将は「ウォースパイト」を引きつけることを決意し、戦艦2隻の行動が開始された。15時52分に「ジュリオ・チェザーレ」は「ウォースパイト」との距離26,400mで砲火を開いた。しかし、複数の艦艇が1つの目標に射撃すると弾着がどの艦のものなのかを見分けるのが難しくなるというユトランド沖海戦の教訓から、イタリア海軍は1目標には1隻のみ砲撃できることにしていた。そのため、「コンテ・ディ・カブール」は砲戦に参加せず、「マレーヤ」と「ロイヤル・サブリン」に備えた。
「ジュリオ・チェザーレ」の斉射のうち1つが「ウォースパイト」を護衛していた駆逐艦「ヘレワード」と「デコイ」に損害を与えた。15時54分に「マレーヤ」がイタリア艦隊に混乱を起こさせようと射程外から射撃を開始した。イタリアの重巡洋艦隊は15時55分に「ウォースパイト」を目標に射撃を開始したが、連合国艦隊の巡洋艦隊が戻ってきたのですぐに中止した。
「ウォースパイト」はイタリア戦艦の砲撃を受けた。多くの砲弾は900ｍ以内に落下したが弾着は広く散らばっていた。最も近い砲弾は左舷艦首の360ｍ先に着弾した。水柱により艦はずぶ濡れとなった。15時53分に旗艦「ジュリオ・チェザーレ」に対し距離23,700m（26,000ヤード）で発砲した。徐々に接近しつつ砲撃は続き15時59分に「ジュリオ・チェザーレ」の砲弾2つが「ウォースパイト」の近くに着弾した。その直後16時00分
「ウォースパイト」の13斉射目が距離21,000ｍで夾叉し1弾が「ジュリオ・チェザーレ」の後部甲板に命中した。
この命中弾は37mm対空機関銃の弾薬に引火し、火災で発生した煤煙が機関室の吸気口に吸い込まれボイラーの半分を停止しなければならなかった。「ジュリオ・チェザーレ」の速度は18ノットまで下がり、「コンテ・ディ・カブール」が前進した。「ウォースパイト」は21,000mもの距離で「ジュリオ・チェザーレ」に命中弾を出し、英国海軍における移動目標に対する最長の命中記録となった。
「ウォースパイト」は「ジュリオ・チェザーレ」に渾身の一撃を加える優位に立ったが、後続の「マレーヤ」が追いつけるように砲撃を中止して再び旋回を行った。「マレーヤ」の測距員はイタリア艦隊が離脱行動を意図していることに気がついた。この時、「マレーヤ」から「ジュリオ・チェザーレ」への砲撃は、2,500m（2,700ヤード）手前に落下していることが、「ウォースパイト」の砲撃の観測から確認された。
16時1分にイタリアの駆逐艦隊は戦艦を守ろうと煙幕を展開した。戦い方に関して現在もいくつかの議論があるが、連合国艦隊の戦艦は離脱を選択する機会を獲得し、イタリアの駆逐艦隊は煙幕内から魚雷の発射を試みるチャンスを作った。もちろん、煙幕の中でどのようにして目標を確認するのかということについても、議論の対象となっている。

### 撤退
イタリアの重巡洋艦部隊が連合国艦隊の戦艦に攻撃を仕掛けてくることは脅威だった。しかし、「ウォースパイト」の戦闘中に連合国艦隊の巡洋艦隊が反転し、重巡洋艦隊と戦闘を再開した。
15時58分に「フィウメ」が連合国艦隊に対して砲撃を再開し、「リヴァプール」と2グループのイタリア巡洋艦の間で戦闘が始まり、連合国艦隊の巡洋艦隊もそれに加わった。双方のグループが優位に立とうと砲戦を続け、16時7分にイタリア巡洋艦「ボルツァーノ」が3発の命中弾を受けて舵が故障し、一時的に針路が固定された。そこに駆逐艦「ヴィットーリオ・アルフィエーリ」が接触して損傷した。
一方、「ジュリオ・チェザーレ」は被害を受けた4基のうち2基のボイラーを修理し、速度は22ノットまで発揮できるようになった。カンピオーネ中将は「コンテ・ディ・カブール」が連合国艦隊の戦艦3隻、空母と対峙していると判断、数的に不利なことからメッシーナへの後退を決めた。
双方の艦隊の駆逐艦は魚雷を発射したが命中はなかった。14時40分にイタリア空軍の航空機126機が連合国艦隊を攻撃してイタリア空軍は「ウォースパイト」、「マレーヤ」、「イーグル」への戦果を報告した。しかし、実際は連合国艦隊に損害はなく、イタリア空軍機の50機が敵と誤認して味方のイタリア艦隊をも攻撃した。戦闘は双方が撤退し、16時55分に終了した。
翌日の午後10時、シシリー島のアウグスタ港を空母「イーグル」搭載のソードフィッシュ9機が攻撃、駆逐艦「レオーネ・パンカルド」を雷撃で沈めた。「レオーネ・パンカルド」は後に浮揚され、1941年12月に再就役している。

## その後
戦闘後、双方の艦隊とも母港に戻った。連合国艦隊は護衛を引き連れて帰港する間に、イタリアの輸送船団は無事にベンガジに到着し、曲がりなりにもイタリアは目的を達成することができた。一方で連合国艦隊はイタリア艦隊に対して砲戦で優位に立てるということが判明した。中破した「ジュリオ・チェザーレ」の損傷は1ヶ月ほどで修理されたが、連合国艦隊は自らに損害がなく、イタリアに勝利したと確信して宣言し、宣伝戦に注力した。逆に、イタリア海軍はモラルの面で戦闘に臆病（Gun shy）であることが判明した。戦闘は引き分けだが、モラルの面で連合国艦隊が勝利した。
タラントに停泊していた戦艦のうち出撃しなかった2隻は戦場に2,3時間で駆けつけることができ、この2隻は戦局を優位に変えることができた。しかし、イタリア海軍は護衛の駆逐艦なしで派遣することで主力艦隊の損失を懸念し、投入しなかったと見られている。
それらの艦艇なしでは戦力は均等であった。イタリア空軍については、イギリスの航空戦力より優勢であり、数も多かった。しかし、大きな戦果報告をしたものの、実際には連合国艦隊に対しほとんど打撃を与えることができなかった。このことは、後にイギリス海軍の大胆な作戦行動に結びつくようになる。
損害
- 連合国艦隊
  - 損傷：ネプチューン、グロスター、ヘレワード、デコイ
- イタリア艦隊
  - 沈没：レオーネ・パンカルド（大破着底、後に浮揚し復帰。）
  - 損傷：ジュリオ・チェザーレ、ボルツァーノ、ヴィットーリオ・アルフィエーリ

## 参加艦艇

### 連合国艦隊
イギリス海軍 /  オーストラリア海軍
戦艦3隻、空母1隻、軽巡洋艦5隻、駆逐艦16+2隻
- A部隊（フォースA）ジョン・トーヴィー中将
  - 第7巡洋艦戦隊[8]:軽巡洋艦 - オライオン、ネプチューン、HMAS シドニー[9]、グロスター、リヴァプール
- B部隊（フォースB）アンドルー・カニンガム中将
  - 旗艦:戦艦 - ウォースパイト
  - 第14駆逐艦戦隊[10]:駆逐艦 - ヒーロー、ヘレワード、デコイ、ヌビアン、モホーク）
- C部隊（フォースC）プライダム・ウィッペル中将
  - 第1戦艦戦隊:戦艦 - マレーヤ、ロイヤル・サブリン
  - 第1空母戦隊:航空母艦：イーグル
  - 第2駆逐艦戦隊:駆逐艦 - ハイペリオン、ホスタイル、ヘイスティ、アイレクス、デインティ、ディフェンダー、ジュノー、ジェーナス、HMAS スチュアート、HMAS ヴァンパイア、HMAS ヴォイジャー

### イタリア艦隊
イタリア海軍
戦艦2隻、重巡洋艦5隻、軽巡洋艦8隻、駆逐艦16+3隻
- 第1艦隊[11]　イニーゴ・カンピオーニ（Inigo Campioni）中将
  - 第5戦隊[12]　戦艦コンテ・ディ・カブール、カイオ・ジュリオ・チェザーレ
  - 第4戦隊　軽巡洋艦アルベリコ・ダ・バルビアーノ、アルベルト・ディ・ジュッサーノ、ルイジ・カドルナ、アルマンド・ディアス
  - 第8戦隊　軽巡洋艦ルイジ・ディ・サヴォイア・デュカ・デグリ・アブルッチ、ジュゼッペ・ガリバルディ
  - 第7駆逐隊[13]　駆逐艦フレッチア、ダルド、サエッタ、ストラーレ
  - 第8駆逐隊　駆逐艦フォルゴーレ、フルミーネ、バレーノ、ランポ
  - 第15駆逐隊　駆逐艦アントニオ・ピガフェッタ、ニコロ・ツェーノ
  - 第16駆逐隊　駆逐艦ニコロソ・ダ・レッコ、アントニオット・ウソディマーレ、エマヌエレ・ペッサーノ
- 第2艦隊　リッカルド・パラディーニ（Riccardo Paladini）中将
  - 第1戦隊　重巡洋艦ザラ、フィウメ、ゴリツィア
  - 第3戦隊　重巡洋艦ボルツァーノ、トレント
  - 第2戦隊　軽巡洋艦バルトロメオ・コレオーニ、ジョバンニ・デレ・バンデ・ネレ
  - 第7戦隊　軽巡洋艦ムツィオ・アッテンドーロ、ライモンド・モンテクッコリ、エマヌエレ・フィリベルト・デュカ・ダオスタ、エウジェニオ・ディ・サヴォイア
  - 第4駆逐隊　駆逐艦ヴィットーリオ・アルフィエーリ、ジョズエ・カルドゥッチ、ヴィンチェンツォ・ジョベルティ、アルフレード・オリアーニ
  - 第10駆逐隊　駆逐艦グレカーレ、リベッチオ、マエストラーレ、シロッコ
  - 第11駆逐隊　駆逐艦アルティリエーレ、アヴィエーレ、カミチア・ネラ、ジェニエーレ
  - 第12駆逐隊　駆逐艦ランチエーレ、アスカリ、カラビニエーレ、コラッツィエーレ
  - 第13駆逐隊　駆逐艦グラナティエーレ